# Янковский, Плакид Гаврилович
Плакид Гаврилович Янковский (пол. Placyd Jankowski; 1810—1872) — униатский соборный протоиерей, асессор Литовской (Виленской) консистории, поэт, писатель

, переводчик и педагог; доктор богословия.

## Биография
Плакид Янковский родился 20 сентября (2 октября) 1810 года в деревне Войской, Гродненской губернии, где отец его был униатским приходским священником. Отец Янковского сначала служил в чине поручика под знаменами Тадеуша Костюшко, после же окончательного раздела Польши принял духовный сан, который переходил в фамилии Янковских наследственно, от отца к сыну. 
Первоначальное образование П. Г. Янковский получил в доме своего отца, где он прожил до восьми лет. По достижении этого возраста его отдали на год в Свислочскую гимназию, откуда перевели в Брестскую базилианскую (униатскую) школу, бывшую на правах тогдашних русских гимназий; но, по признанию самого Янковского, он вынес из этой школы крайне мало. По окончании курса в Брестской школе в 1824 году он весь следующий год провёл в совершенной праздности дома. 
В 1826 году Янковский поступил казённокоштным воспитанником в так называемую главную семинарию, существовавшую при Виленском университете (с 1803 года) в качестве богословского факультета для католиков и униатов, откуда вышли все знаменитые деятели по упразднению унии. Окончив курс в 1830 году магистром богословия, Янковский в том же году поступил профессором этого предмета в Литовскую семинарию, находившуюся в то время в местечке Жировицах, где была тогда и униатская консистория. Семинария эта была открыта в 1828 году, при старых униатских порядках, ещё далёких от воссоединения с православием. Но в 1830 году после ревизии, произведенной епископом Семашкой, она была совершенно преобразована с целью подготовления к этому воссоединению. 
В 1831 году первое польское восстание и свирепствовавшая в Гродненской губернии холера разогнали учеников и учителей Жировицкой семинарии. Молодой Янковский отправился в Вильну, где на досуге хотел заняться составлением диссертации на степень доктора; но скудный запас его средств вскоре истощился, и он очутился в самом критическом положении. К счастью, в нем принял горячее участие профессор Довгард, доставивший ему место домашнего учителя в Белоруссии, а именно в Могилевской губернии, у маршалка (дворянского предводителя) Чудовского. В просвещённой семье этого помещика, в имении Низах, Чериковского уезда, он провёл 10 месяцев, считая это время самым лучшим в своей молодости. 
В 1831 году Плакид Гаврилович Янковский получил степень доктора богословия, а в следующем году возвратился в Жировицы к своей должности и к избраннице своего сердца, Елене Тупальской, на которой вскоре и женился. В том же 1832 году он принял священство, как раз в ту пору, когда вопрос об упразднении унии был уже решён в принципе, чего не мог не знать молодой профессор ни по своему служебному положению, ни по своим отношениям к поборникам упразднения. Обстоятельства, при которых началась его вторичная деятельность в Жировицах, никоим образом не допускают того предположения, что Янковский был противником воссоединения. Родственные связи и отношения с людьми, подвизавшимися при упразднении унии, как, например, Ипполитом Гомолицким, Антонием Тупальским и другими, несомненно имели сильное влияние на Янковского, но, подписывая акт «воссоединения», он это делал сознательно, свободно и без всякого внешнего давления. 
Знаменитый 1839 год, когда в западных губерниях России была уничтожена уния, застал Янковского в сане протоиерея и притом в положении, неоспоримо доказывавшем полное к нему доверие архиепископа Иосифа Семашки и ближайшего его помощника, епископа Антония Зубко. Этим и объясняется его быстрое повышение по службе: он получил золотой наперсный крест, ордена Святой Анны 2-й и 3-й степени и звание вице-президента консистории. Стоит отметить, что Янковский едва ли не единственный из воссоединенного духовенства кто не носил ни бороды, ни рясы до самой смерти, и митрополит Семашко, щадя его привычки и оригинальность, ничего не имел против этого и нередко даже подтрунивал над ним, говоря: «Передайте Янковскому, что теперь все носят бороду и что даже сам папа хочет отпустить её».
Перенесение в 1845 году Литовской семинарии и консистории в Вильну заставило и Янковского переехать в этот город, куда отправился он весьма неохотно, жалея покинутые любимые им Жировицы. Здесь в первый раз встретился с ним Крашевский (будущий автор некролога Янковского). «Мы нашли его, — говорит Крашевский, — таким, каким и надеялись найти: чувствительным, сердечным, живым, веселым, как и его письма, только под этим весельем скрывалась какая-то тоска. Такая смесь тоски и веселости составляет характеристическую черту как его личности, так и его писем». В Вильне Янковский пробыл до 1847 года. 

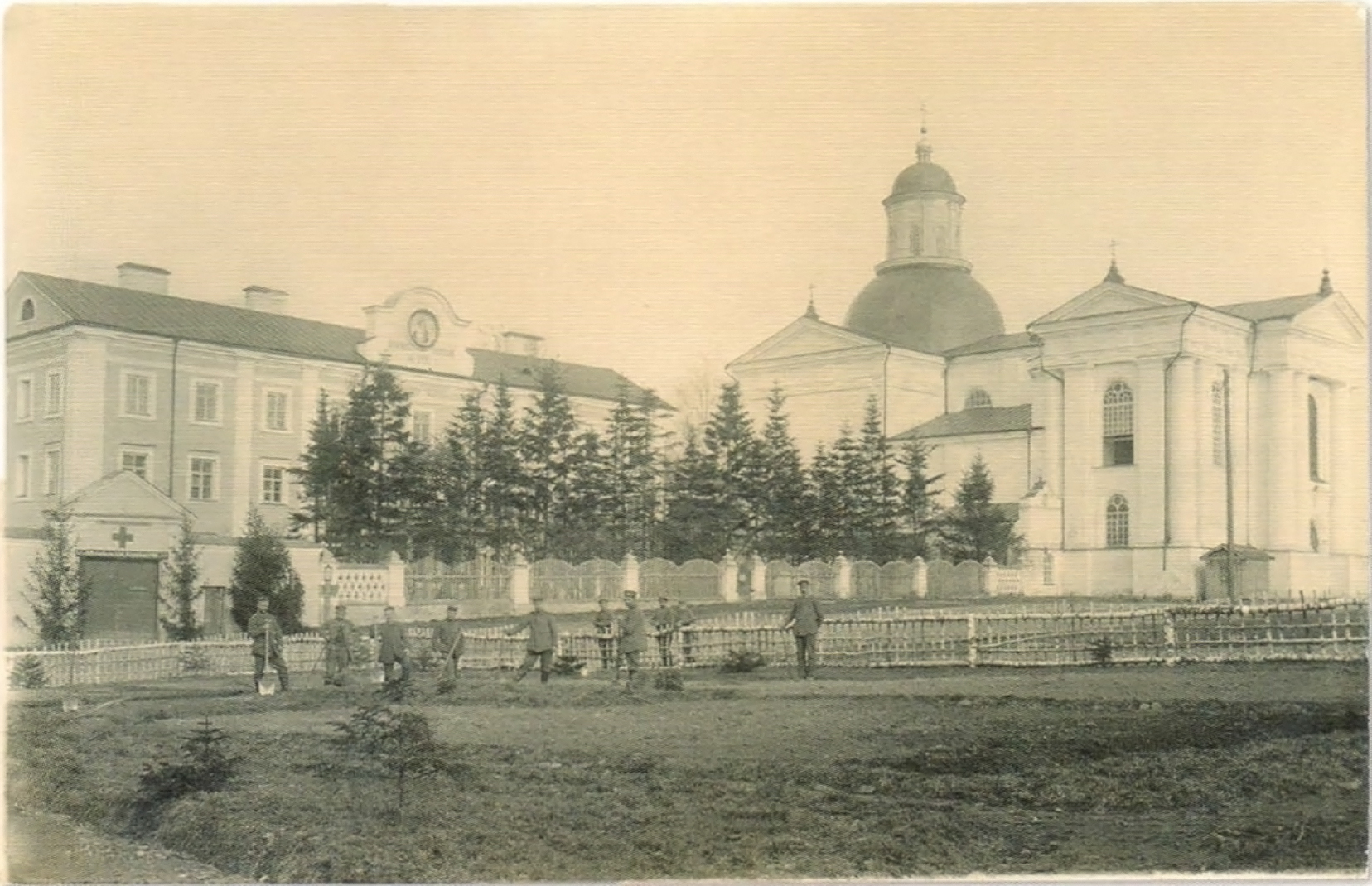
Жировичи незадолго до октябрьского переворота 1917 года

Привычка к тихой, уединённой жизни, склонность с литературным и учёным занятиям, сравнительная дороговизна городской жизни, при его небольших средствах и громадной семье (в это время у него было пятеро своих и шестеро сирот умершей сестры — Гомолицкой), а также слабое по природе и расстроенное от усидчивых занятий здоровье заставили его просить о переводе приходским священником и благочинным в местечко Белавичи, Слонимского уезда, в имение помещика Пусловского. В Белавичах Янковский прожил около десяти лет, до 1858 года. Окончательно разбитое здоровье заставило его проситься на покой в свои любимые Жировицы, куда он и был уволен с пенсией и где прожил 14 лет, до самой кончины.
В 1840-х и 1850-х годах П. Г. Янковский принадлежал к числу наиболее читаемых польских писателей, известный под псевдонимом «Iohn of Dycalp» (Iohn — Иван или Ян; Dycalp — анаграмма имени Плакид). Склонность к литературным занятиям он вынес из Виленского университета, где в числе его товарищей находились известные впоследствии писатели: Игнатий Головинский, граф Генрих Жевуский и Михаил Грабовский. Виленский ученый и литературный кружок 40-х годов имел на него неоспоримо большое влияние. Янковский начал писать еще с 30-х годов прозой и стихами; но наибольшая его литературная производительность относится к 40-м и 50-м годам, т. е. ко времени после воссоединения, к поре его второго пребывания в Жировицах, Вильне и Белавичах, когда он уже был православным священником. Писал он очерки, рассказы и повести; но одна беллетристическая производительность его не удовлетворяла: он очень много занимался изучением языков, свободно читал по-французски, по-немецки, по-английски и по-итальянски и любил переводить на язык Мицкевича произведения Шекспира, Гёте и Мацони. Владел в совершенстве он и русским языком. Писатель он был весьма плодовитый, ему принадлежат более 20 больших пьес. 
Уединённая и совершенно кабинетная жизнь оставляла ему, кроме авторства и исполнения служебных обязанностей, к которым он относился весьма добросовестно, ещё много досуга, который Янковский употреблял на чтение книг, преимущественно философского, религиозного и исторического содержания. По свидетельству Крашевского, он вел также обширную переписку с польскими литераторами и учёными и что его очень долго занимала мысль об издании литовских типов, по примеру выходивших тогда в Париже «Les français peints par eux mêmes». Он даже пригласил Крашевского к участию в этом издании, но оно по тогдашним цензурным условиям не состоялось. 
Большой домосед, Янковский с целью добыть материалы сделал летом 1842 года небольшую этнографическую и археологическую экскурсию. Он отправился в Новогрудок, Минской губернии, где с особенным вниманием осматривал развалины замка Миндовга. По статье Крашевского можно догадываться, что Янковский был большой литовофил, что вполне объясняется местом его образования. Известно, что Янковский был деятельным сотрудником «Литовских епархиальных ведомостей», в которых поместил некрологи митрополита Иосифа, протоиереев Ипполита Гомолицкого, Михаила Бобровского и Прокопия Ситкевича и некоторые другие статьи. Далее, он работал в «Виленском вестнике», и ему принадлежат все корреспонденции (с ноября 1866 по февраль 1868 года) из Слонима и некоторые из Гродненской губернии. Он же сделал перевод или переделку его польской повести «Староста Каневский», напечатанной в фельетоне «Виленского вестника», в которой представлены чудачества известного польского самодура Яна Потоцкого и фривольная жизнь тогдашнего католического монашества.
Если согласиться со взглядом польского «Литературного ежегодника», признающего в Янковском писателя теперь уже устаревшего, с небольшим, второстепенным дарованием, то и тогда личность его остается весьма типичной, как литератора старого времени, как идеалиста 30—40-х годов XIX века, принявшего сан священника. Его мало интересовала действительная жизнь; его мягкая натура, может быть, изнемогала и утомилась под тяжестью событий, которых он был свидетелем и он весь ушел в мир идеальный, книжный, мир литературы и науки; он почти целую четверть века прожил в деревенском затворе.
В 1867 году Янковский лишился нежно любимой им жены. Эта потеря имела сильное влияние на его и без того слабое здоровье. Он, видимо, таял, и если прожил ещё несколько лет, то единственно благодаря энергии и силе своего духа. Плакид Гаврилович Янковский скончался 28 февраля (11 марта) 1872 года в совершенном уединении и отчуждении от света, оставленный и забытый теми, которые некогда считали его своим другом и коллегой.